# Винное окошко

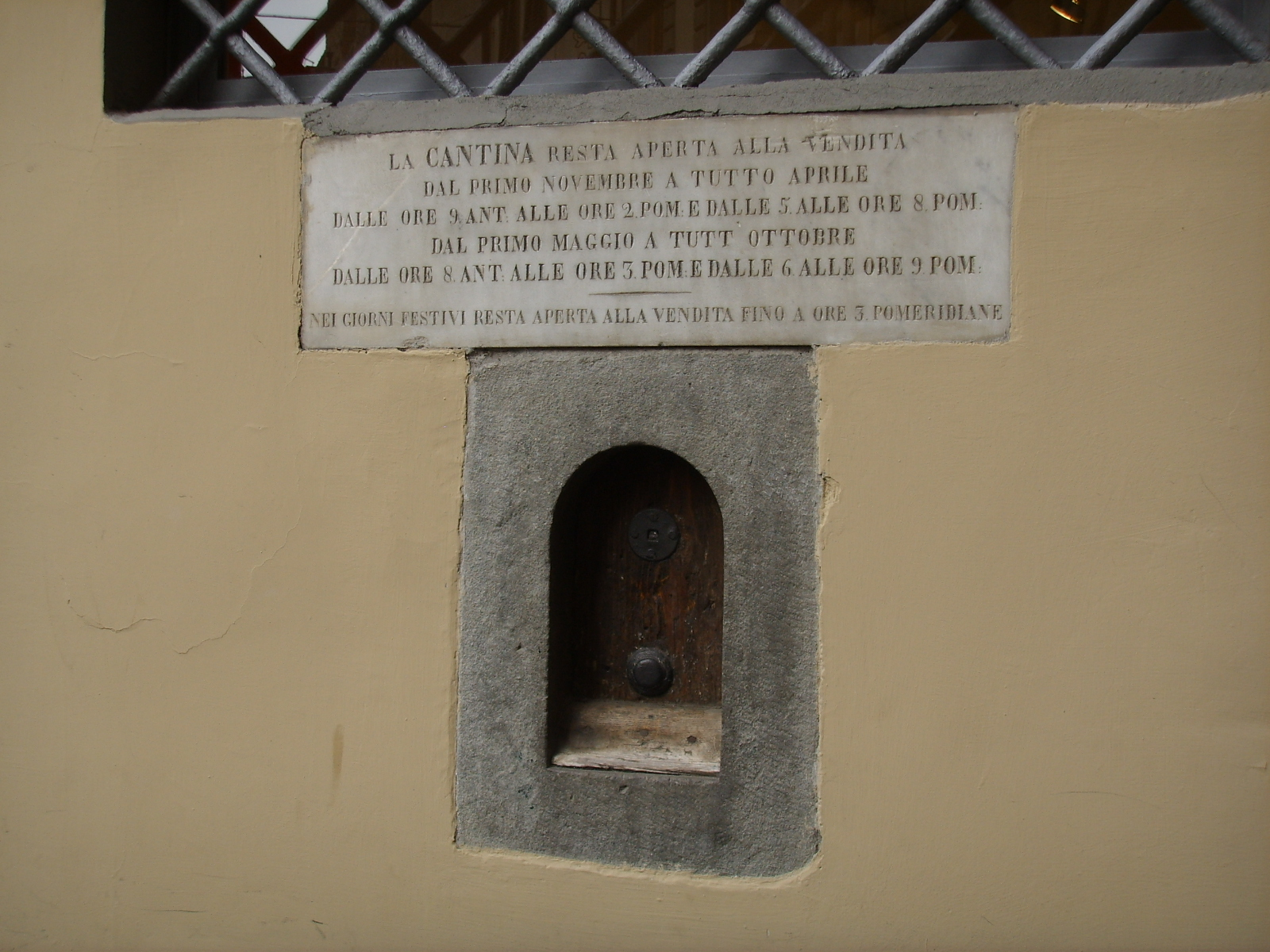
Винное окно во Флоренции на улице Виа дель Соле, с табличкой, указывающей часы продаж

Винные окошки (итал. buchette del vino) — проёмы в стенах дворцов в историческом центре Флоренции, использовавшиеся для продажи вина прямо на улице.

## История
Обычай продавать вино непосредственно из дворцов знати восходит к XVI веку, когда потрясения на европейских рынках привели к перенаправлению потоков международной торговли и реорганизации промышленности, приведшим к упадку традиционных отраслей экономики Флоренции, обеспечивавшие её преуспеяние в средние века и в эпоху Возрождения. В этот период аристократические семьи обратились к возделыванию сельскохозяйственных угодий, создав большие поместья, обеспечивающие стабильный доход. В поместьях производились различные товары, среди которых видное место занимало вино.
Винные окна позволяли продавать вино прямо на улице без посредников; это занятие пользовалось спросом, о чём свидетельствует распространение этих отверстий в стенах Флоренции.
Винные окна также использовались для благотворительности: в специальном отсеке оставлялась еда или кувшин с вином, незаметность окна обеспечивала анонимность нуждающихся.
Небольшие отверстия выходили в комнату на первом этаже здания, которая соединялась с погребом, торговлей занимался слуга в определённые часы. время дня занимался продажей винных бутылок. Размер отверстия, оформленного в виде деревянной дверцы с аркой наверху, соответствовал размеру бутылки. Элегантное обрамление из гладкого или рустованного камня придавало окнам строгий вид; в старину их называли «винными храмами».
Некоторые винные окна сегодня замурованы, а в других до сих пор сохранились таблички, которые информируют покупателей о сезонных часах продаж. Лучше всего винные окна сохранились на улицах Виа дель Джильо и Виа дель Соле. Возрождение торговли вином через окошки началось в конце 2010-х годов и ускорилось в связи с пандемией коронавируса в 2020 году.